# Bécasseau minuscule
Calidris minutilla
Espèce
Statut de conservation UICN

 NT A2b+4b : Quasi menacé
Le Bécasseau minuscule (Calidris minutilla) est une petite espèce de limicole appartenant à la famille des Scolopacidae et à la sous-famille des Calidridinae. Son nom fait allusion à sa petite taille, il est cependant un peu plus grand que le Bécasseau minute.

## Description
Cet oiseau mesure environ 14 cm de longueur pour une masse de 21 g.

## Habitat
Le Bécasseau minuscule se reproduit dans la toundra à monticules et végétation abondante. En période internuptiale, il fréquente les vasières et les rives des bassins et des lacs.

## Répartition
Le Bécasseau minuscule niche en Alaska et dans le nord du Canada. Il hiverne dans le sud des États-Unis, aux Antilles et dans le nord de l'Amérique du Sud.
Il est occasionnel au Japon, en Islande et en Europe occidentale.

## Voix
"Kriiip" fins, en brève série montante. 

## Source
- Taylor D. (2006) Guide des limicoles d'Europe, d'Asie et d'Amérique du Nord. Delachaux & Niestlé, Paris, 224 p.